# Abortmotståndarnas lista
Abortmotståndarnas lista (Abort-motstandernes liste) ställde upp i de norska stortingsvalen 2005 och 2009. Den enda politiska frågan man drev var totalförbud för abort.

## Stortingsvalet 2009
Abortmotståndarnas lista ställde upp i sju valkretsar. Toppkandidater på alla listor var de kända prästerna och abortmotståndarna Ludvig Nessa och Børre Knudsen. En av deras kollegor, Per Kørner, stod på Abortmotståndarnas valsedlar i några valkretsar och på Kristet Samlingspartis lista i andra. 
Ivar Kristianslund, tidigare partiledare för Kristet Samlingsparti, stod på tredje plats på abortmotståndarlistan i alla de sju aktuella valkretsarna.
Inga kvinnor kandiderade.
Abortmotståndarnas lista fick 1 934 röster eller 0,07 % av rösterna i stortingsvalet. 
Resultaten fördelade per valkrets (fylke):
- Aust-Agder: 0,22 %
- Rogaland: 0,21 %
- Vest-Agder: 0,19 %
- Hordaland: 0,17 %
- Østfold: 0,16 %
- Akershus: 0,09 %
- Oslo: 0,08 %

Vid valet 2009 ställde partiet endast upp i Østfold. Valsedeln toppades av Ludvig Nessa. Övriga kandidater hämtades nästan uteslutande från Ivar Kristianslunds familj. 
Man lyckades bara samla 178 röster.